# Blut und Krieg
Blut and Krieg (ang. Krew i Wojna) - pierwszy studyjny album niemieckiej grupy muzycznej Moonblood. Uważa się, iż jest to najlepszy album Moonblood w stylu grania Epic Black Metal. Są dostępne wersje na winylu 12" i kasecie. Wersja na winylu posiada w zestawie alternatywą grafikę oraz naklejkę. Wersja kasetowa posiada standardowe grafiki. Pierwsza była wydana wersja na kasetach i była limitowana do 666 sztuk. Wersja winylowa wydana później była limitowana do 333 kopii. 

## Lista utworów
1. "Intro - Midnight" – 0:47
2. "In A Bloody Night of Fullmoon" – 4:42
3. "Shadows" – 7:40
4. "...And Snow Covered the Lifeless Bodies" – 9:04
5. "My Evil Soul" – 7:11
6. "Blut und Krieg" – 6:02
7. "Kingdom of Forgotten Dreams" – 4:43
8. "Under the Cold Fullmoon" – 7:52
9. "I Am All" – 7:16
10. "The Infernal Master Returns - Outro – 1:56

## Twórcy
- Gaamalzagoth - śpiew
- Occulta Mors - wszystkie instrumenty